# Oecetis minuta
Oecetis minuta là một loài Trichoptera trong họ Leptoceridae. Chúng phân bố ở miền Cổ bắc.